# Rheinische Hochschule Köln

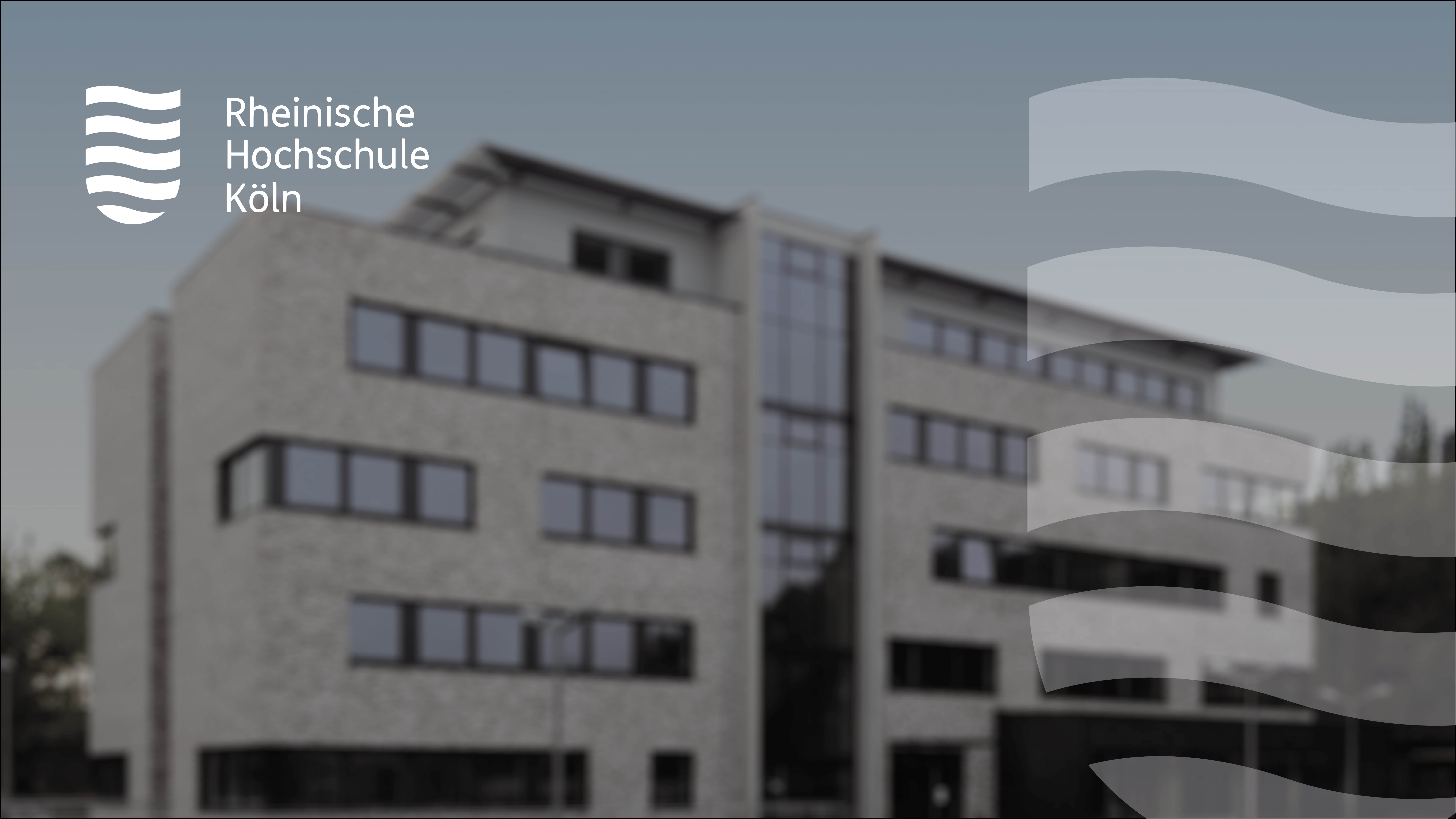
Rheinische Hochschule Köln in der Vogelsanger Straße

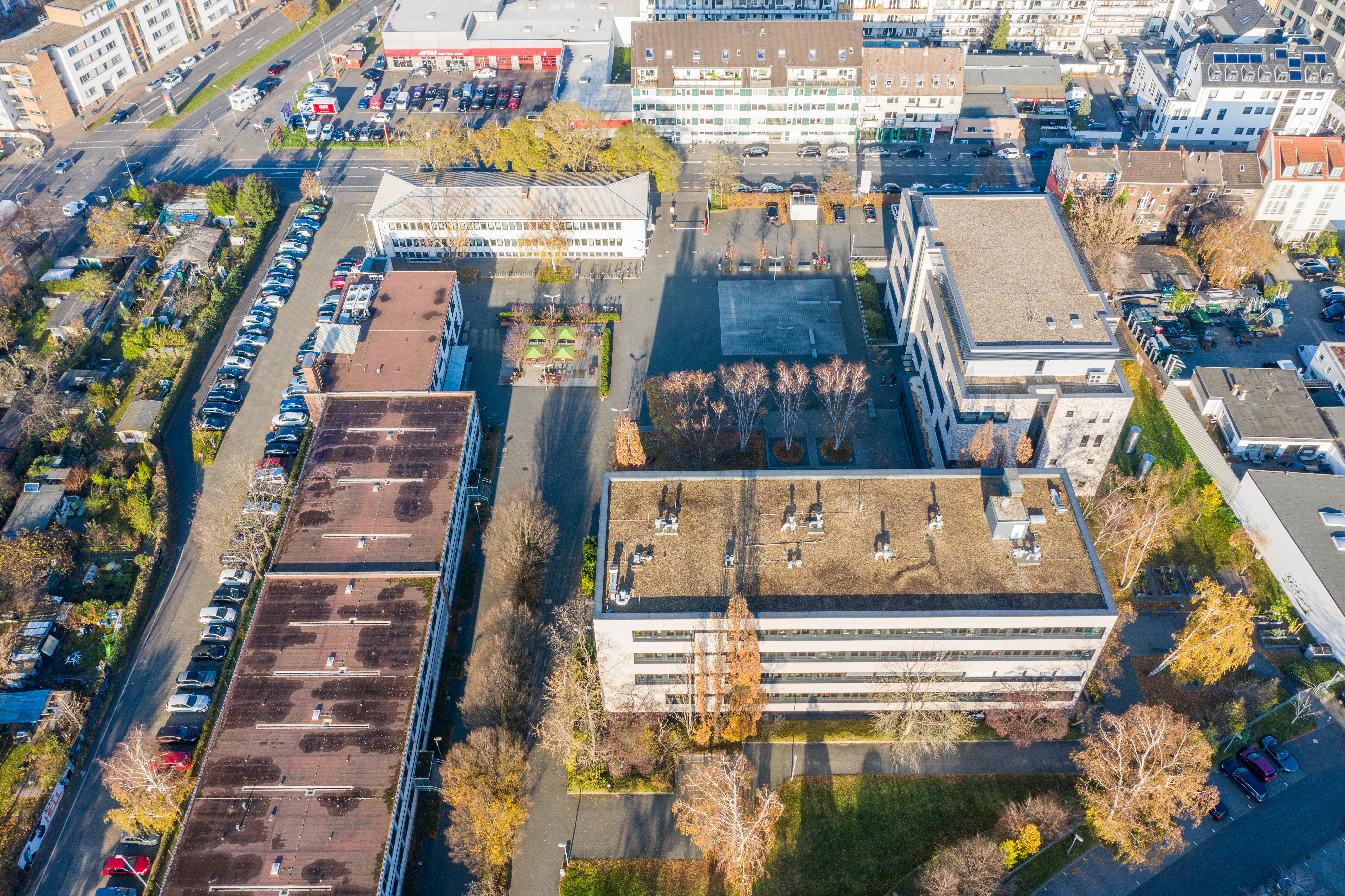
Campus der RH in der Vogelsanger Straße, Luftaufnahme

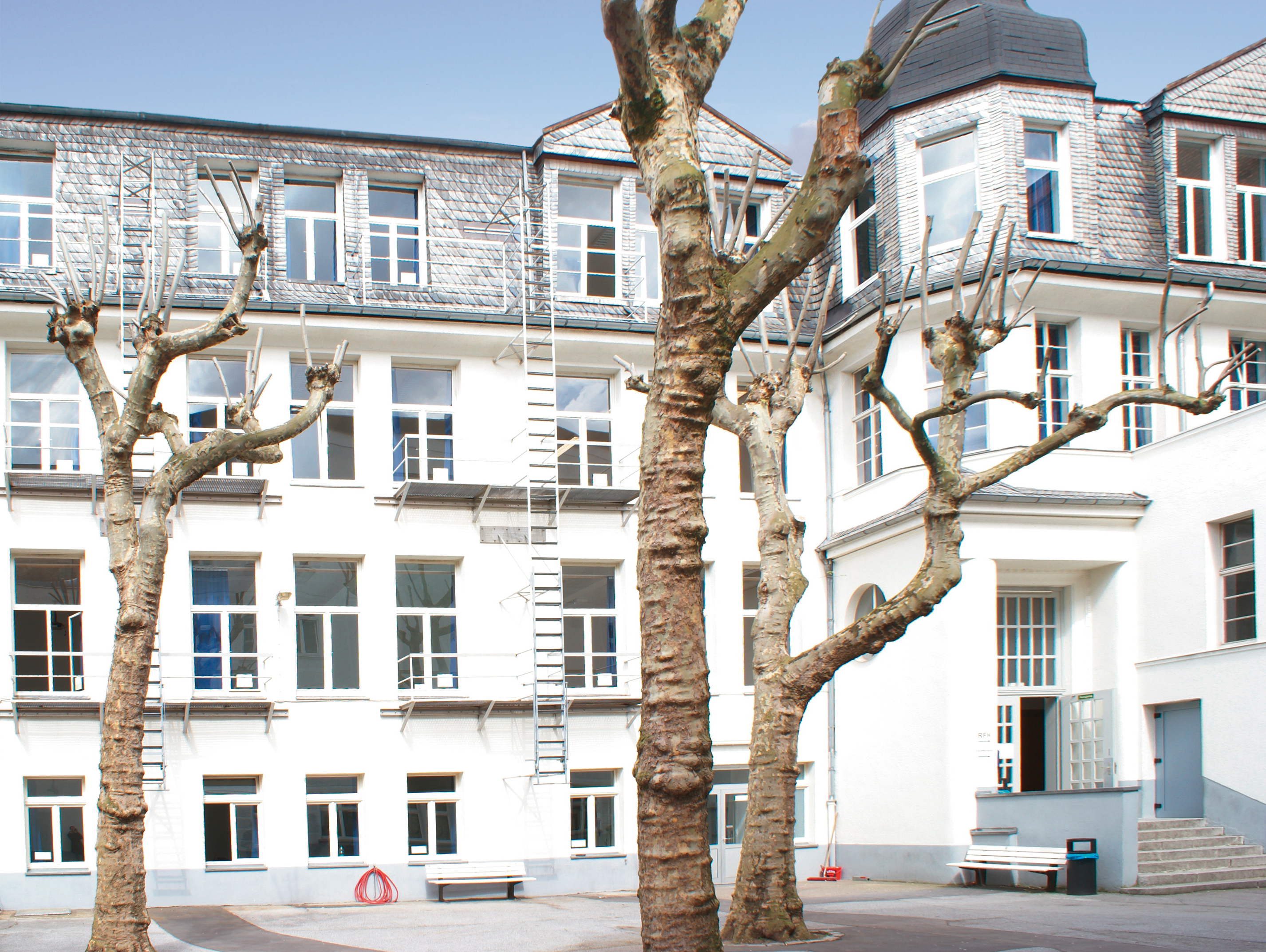
Standort der RH in der Lindenstraße

Die Rheinische Hochschule Köln (RH Köln) ist eine Privathochschule mit Sitz in Köln.
Die RH wird als nichtstaatliche Hochschule vom Ministerium für Kultur und Wissenschaft des Landes Nordrhein-Westfalen klassifiziert und ist als staatliche anerkannte Hochschule gelistet und unterliegt dessen Aufsicht.

## Geschichte
Die RH wurde 1971 gegründet und hat ihren Ursprung in der von Gottfried Päffgen bereits 1958 gegründeten und 1966 staatlich anerkannten Rheinischen Ingenieurschule für Bau- und Maschinenbauwesen Köln (RIBM).
Zum Zeitpunkt der Umwandlung der höheren Berufsfachschulen in Fachhochschulen konnte die Stadt Köln keinen eigenen Lehrbetrieb für Maschinenwesen anbieten. Da sie aber das volle für Fachhochschulen vorgesehene Fachspektrum abdecken wollte, wurde die RIBM bei der Umwandlung entsprechend vom Land Nordrhein-Westfalen unterstützt, damit das seinerzeitige Hochschulrahmengesetz erfüllt werden konnte.
Träger ist die Rheinische Stiftung für Bildung mit der Rheinische Fachhochschule Köln gGmbH in Form einer gemeinnützigen Gesellschaft.

## Hochschule
Die Rheinische Hochschule Köln, kurz RH Köln, ist eine staatlich anerkannte Hochschule für Angewandte Wissenschaften (HAW) in privater, gemeinnütziger Trägerschaft. Sie gehört zum Verbund der Rheinischen Stiftung für Bildung. In Köln werden an vier Standorten rund 6000 Studierende von rund 245 Professoren und Mitarbeitenden sowie 250 freiberuflichen Lehrenden betreut. Im Programm hat die RH 30 Bachelor- und Masterstudiengänge in den Fachbereichen „Ingenieurwesen“, „Wirtschaft, Psychologie & Recht“, „Medien“ sowie „Medizinökonomie & Gesundheit“ in den Studienformen Vollzeit, berufsbegleitend und dual. Sie gehört zu den größten Hochschulen Kölns und mit ihrer 60-jährigen Tradition zu den ältesten HAWs Deutschlands.
Gelehrt wird an vier Kölner Standorten:
- Schaevenstraße 1a/b, 50676 Köln (Hauptverwaltung und Seminarräume)
- Lindenstraße 16–22, 50674 Köln (Seminarräume und Bibliothek)
- Vogelsanger Straße 295, 50825 Köln (großer Campus, Rechenzentrum, Ingenieurlabore und Seminarräume)
- Vitalisstraße 100, 50827 Köln (POOLHAUS – die Werkstatt für deine Ideen)

## Forschung

### Institut für Werkzeug- und Fertigungstechnik
Das Institut übernimmt verschiedene Forschungs- und Entwicklungsaufgaben im Bereich der Produktionstechnik. Hauptziel ist die Förderung und Stärkung des Lehrangebots durch Forschung sowie die Heranführung von Nachwuchskräften an wissenschaftliche Tätigkeitsfelder. Es bietet den Studenten der RH Themen für Projekt- und Abschlussarbeiten, die sowohl intern als auch als Industrieprojekte durchgeführt werden können.

### Faseroptische Sensoren
Unter der Leitung von Ulrich Glombitza wird ein faseroptisches Hybrid-Sensorsystem entwickelt und erprobt, das an benachbarten und weit entfernten Messorten die gleichzeitige Messung von Größen wie Dehnung, Temperatur, Schwingung etc. möglich machen soll.

### Elektromobilität
Die RH wirkt als Teilverbundpartner an dem vom Bundesministerium für Bildung und Forschung geförderten Verbundvorhaben „eProduction – Produktionsforschung zu Hochvoltspeichersystemen für die Elektromobilität“ mit. Innerhalb dieses Teilvorhabens sollen lasergestützte Verbindungstechnologien von Batteriekomponenten aus Kunststoffen und Metallen sowie das lasergestützte Markieren sämtlicher Batteriekomponenten erforscht werden.

### Institut für Compliance und Corporate Governance
Das Institut bietet sowohl für Unternehmen als auch für öffentlich-rechtliche Organisationen und Unterstützungsgesellschaften mit Schwerpunkten im Bereich Compliance, Corporate Governance, Nachhaltigkeit und Corporate Social Responsability die Möglichkeit zu forschungsbezogenen Dienstleistungen im Bereich von Compliance und Corporate Governance. Bachelor- und Masterstudiengänge ergänzen das Angebot.

### Europa-Institut für Erfahrung und Management (METIS)
Das METIS ist eine gemeinsame Forschungsinitiative der FHWien der WKW und der Rheinischen Fachhochschule Köln. Das internationale Institut führt Forschungsvorhaben Themen im Bereich „Erfahrungswissen“ durch und sorgt für einen Transfer zwischen Wissenschaft, Wirtschaft und Gesellschaft. Das Europa-Institut für Erfahrung und Management – METIS ist eine gemeinsame Forschungsinitiative der FHWien der WKW und der Rheinischen Fachhochschule Köln (RFH). Das internationale Institut führt Forschungsvorhaben im Bereich „Wissens- und Erfahrungsmangement“ im Bereich der Digitalen Transformation durch und sorgt für einen Transfer zwischen Wissenschaft, Wirtschaft und Gesellschaft.

## Veranstaltungen
Die RH organisiert Bildungsveranstaltungen wie Ringvorlesungen, den Rheinischen Kongress für Versorgungsforschung, den Studientag des Fachbereichs Medienwirtschaft, das Forum Mediendesign, den Europäischen Wirtschaftsjuristenkongress (gefördert durch EU-Mittel) sowie das Wirtschaftsinformatikforum des Studiengangs Wirtschaftsinformatik. Unter den Vortragenden sind Gäste aus Politik, Wirtschaft und Gesellschaft wie Armin Maiwald, Peter Kloeppel oder Hellmuth Karasek.

## Zusatzqualifikationen
Neben dem regulären Studium gibt es die Möglichkeit, Zusatzqualifikationen über Kurse zu erwerben. Einige Kurse bilden gezielt nach Industrievorgaben aus; der erfolgreiche Kursabschluss wird dann von den entsprechenden Unternehmen (z. B. Cisco, EPLAN, Apple) zertifiziert.